# Cimetière Piatnitskoïe
Le cimetière Piatnitskoïe est un cimetière situé dans le raïon Alekseïevski dépendant du district administratif nord-est de Moscou, la capitale de Russie. 
C'est un des lieux de repos les plus anciens et les plus grands de la ville. Sa superficie s'étend sur 0,141 kilomètres2.

## Histoire
Le cimetière Piatnitskoïe est fondé après l'épidémie de peste de 1771, par le décret de Catherine II du 24 mars 1771. Le nom du cimetière et de la petite église, construite à l'origine en bois sur la route de la Trinité, rendent hommage à sainte Parascheva des Balkans, aussi appelée Parascheva Piatnitsa. En 1830, à la place de l'église en bois, l’architecte Afanassi Grigoriev (en) construit une église en pierre dédiée à la Trinité. En 1915, on construit également sur le territoire du cimetière l'église consacrée à Saint Siméon évêque de Perse, œuvre de l'architecte Nikolaï Blagovechtchenski.
Au sud du territoire principal du cimetière, à côté de l'entrée de la station de métro Rijskaïa, il y avait une section représentée sur la carte topographique de Moscou, dessinée dans les années 1818-1823, apparemment destinée à l'enterrement des citoyens morts pendant les épidémies. À l'heure actuelle, cette section n'existe plus, et, à sa place est tracée l'impasse Nicolas et se dresse le Musée du chemin de fer de Moscou.